# Theridion rossi
Theridion rossi là một loài nhện trong họ Theridiidae.
Loài này thuộc chi Theridion. Theridion rossi được Herbert Walter Levi miêu tả năm 1963.